# Elsi Borg

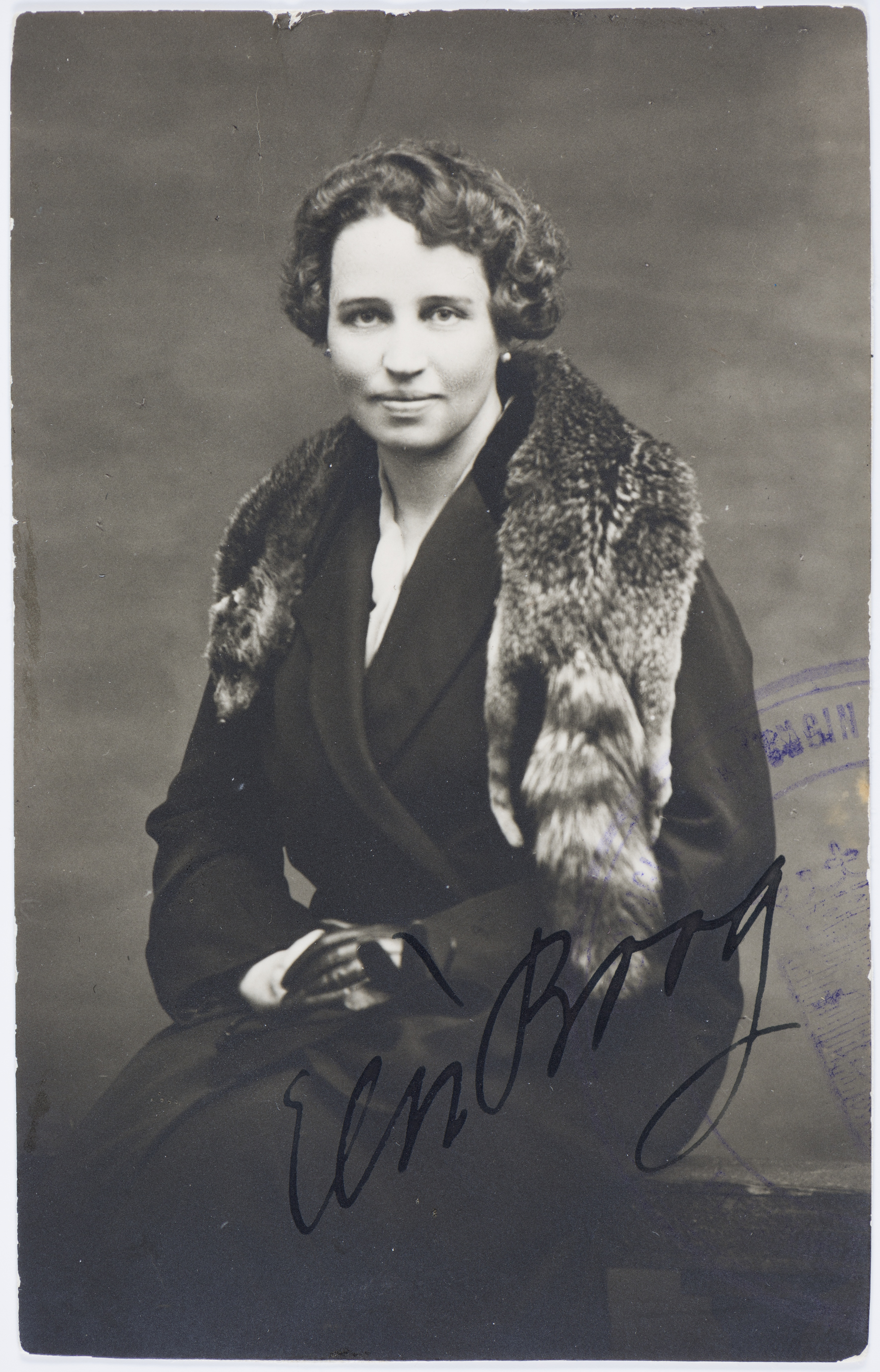
Elsi Borg

Elsi Naemi Borg (* 3. Oktober 1893 in Nastola; † 30. Dezember 1958 in Helsinki) war eine finnische Architektin, Grafikerin und Designerin.

## Leben und Werk
Elsi Borg war die Tochter von Elin Fanny Calonius und Probst Nathanael Borg und hatte drei Geschwister. Sie wollte ursprünglich Bildhauerin werden, die Familie sah jedoch den Beruf der Architektin als geeigneter für Frauen an. Sie studierte an der Technischen Universität Helsinki Architektur. Nach ihrem Abschluss 1919 studierte sie Industriedesign an der Central School of Applied Arts. Sie unternahm zusammen mit Elsa Arokallio und Eva Kuhlefelt-Ekelund Reisestudien nach Karelien und besichtigte historische Gärten und traditionellen Gebäude. Gemeinsam fertigten sie Aufmaße von karelischen Gebäuden sowie von Schlossparks und Gärten in Südfinnland und Skåne an. Die Zeichnungen wurden 1930 als Buch veröffentlicht. Sie unternahm Reisen in Skandinavien, Frankreich, Spanien und Marokko.
In den 1920er Jahren war Borg in Architektur- und Landschaftsplanungsbüros tätig. Sie gründete 1927 ein eigenes Büro. Von 1929 bis 1956 arbeitete sie gleichzeitig im Bauamt des Verteidigungsministeriums, wo sie unter anderem in Zusammenarbeit mit Olavi Sortta ein Militärkrankenhaus für Viipuri (heute Teil Russlands) entwarf.

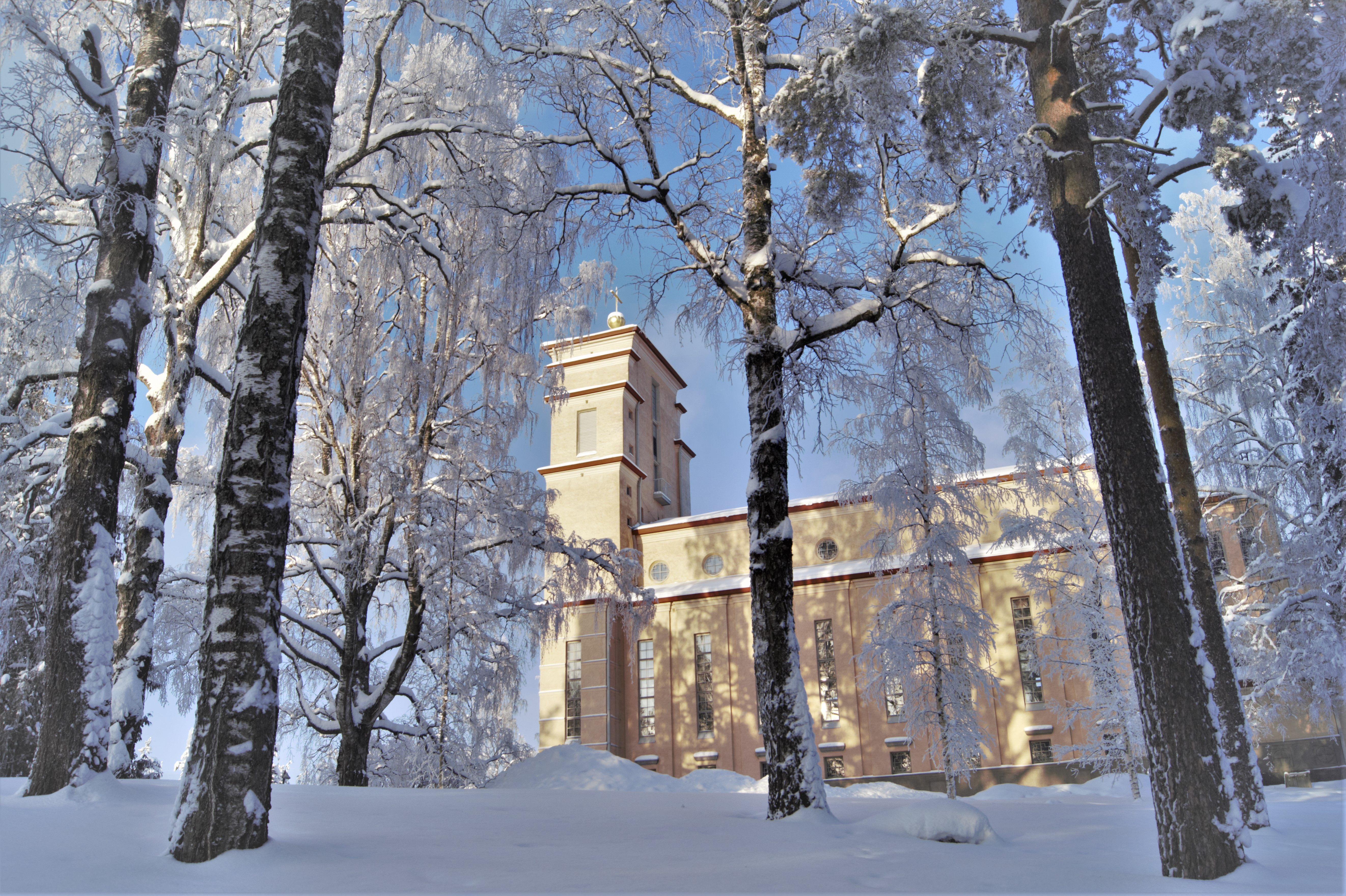
Taulumäki-Kirche, gebaut 1928 (Foto 2019)

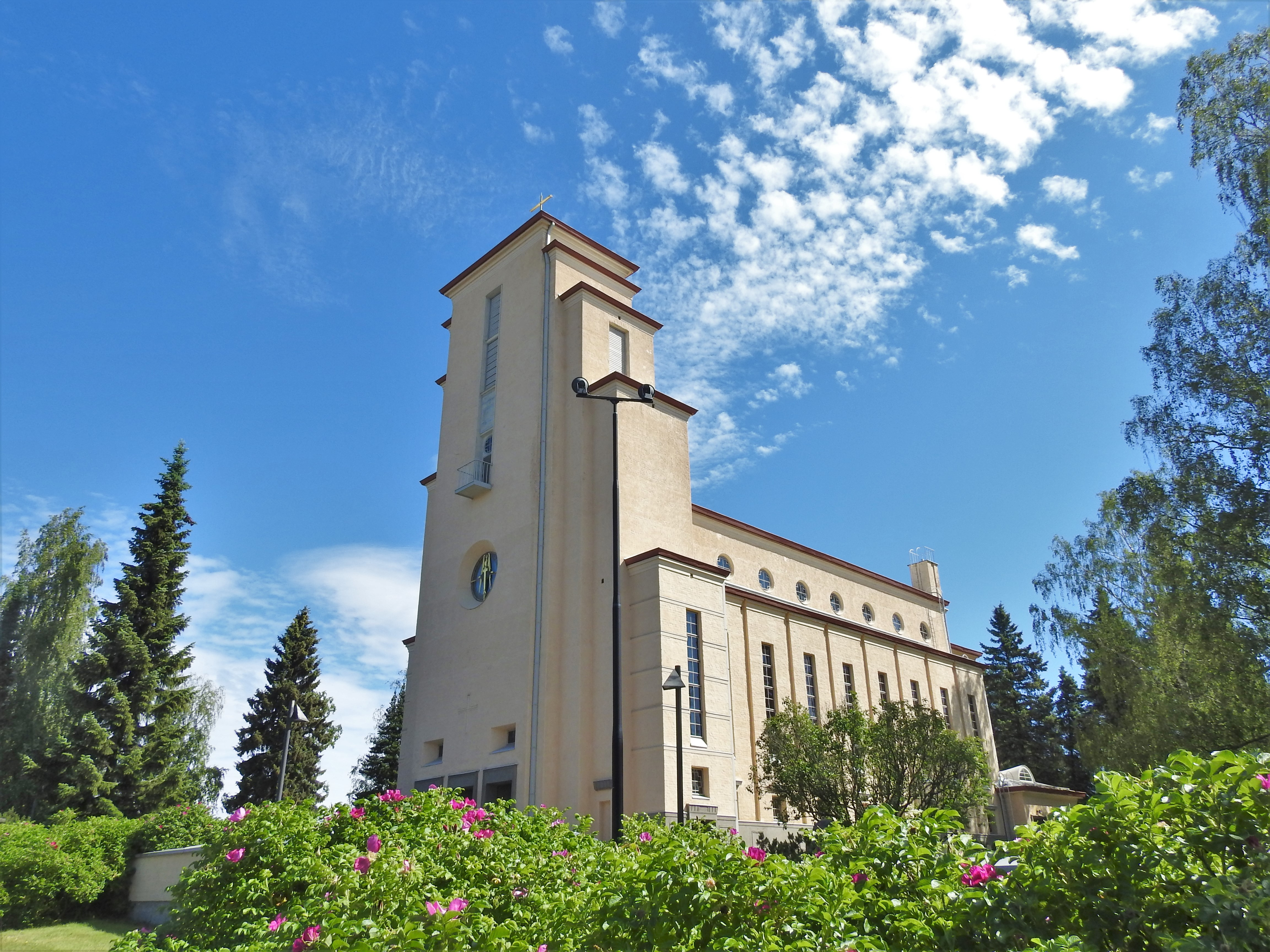
Taulumäki-Kirche, gebaut 1928 (Foto 2019)

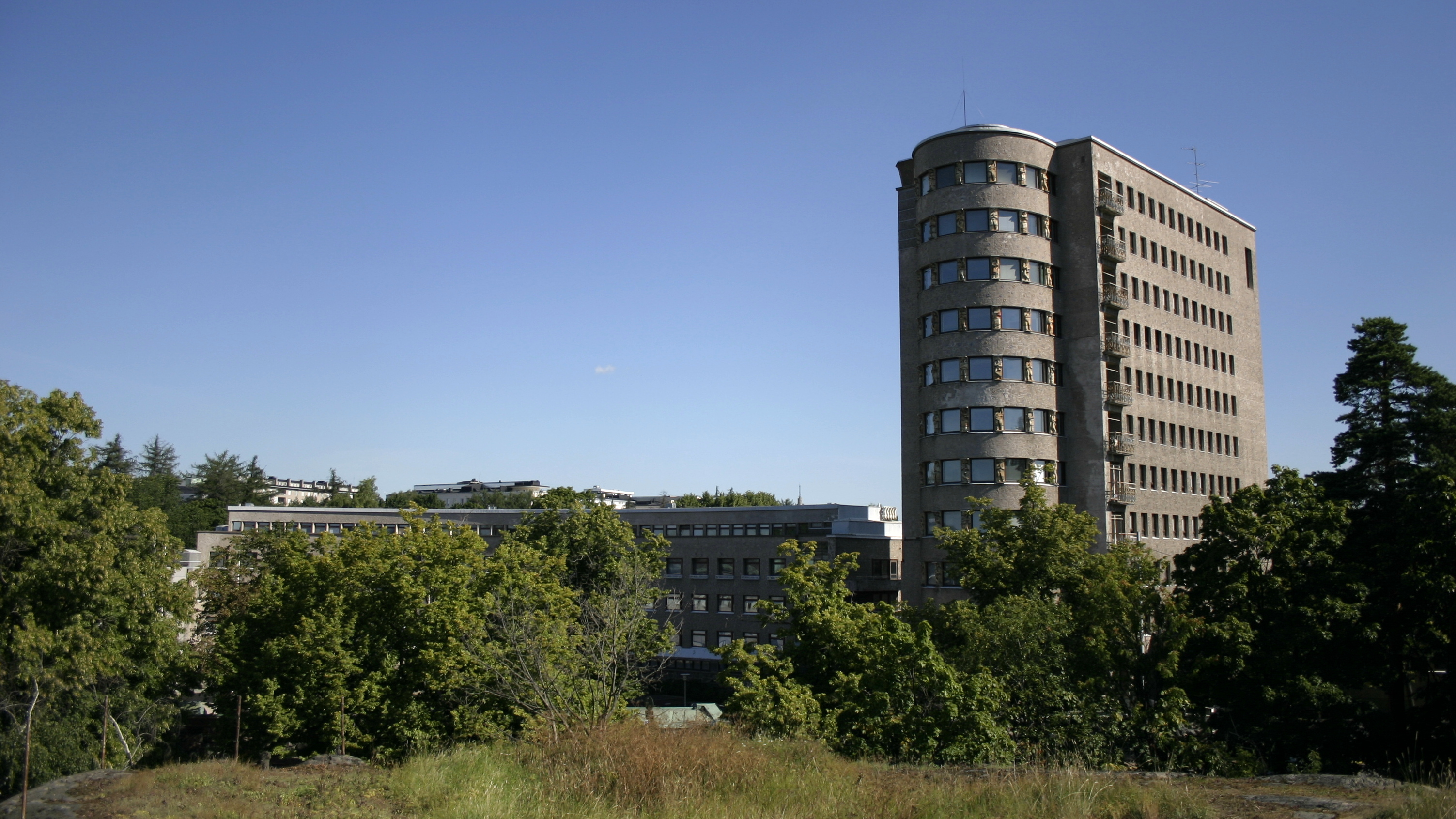
Lastenlinna Kinderkrankenhaus, Helsinki (Foto 2008)

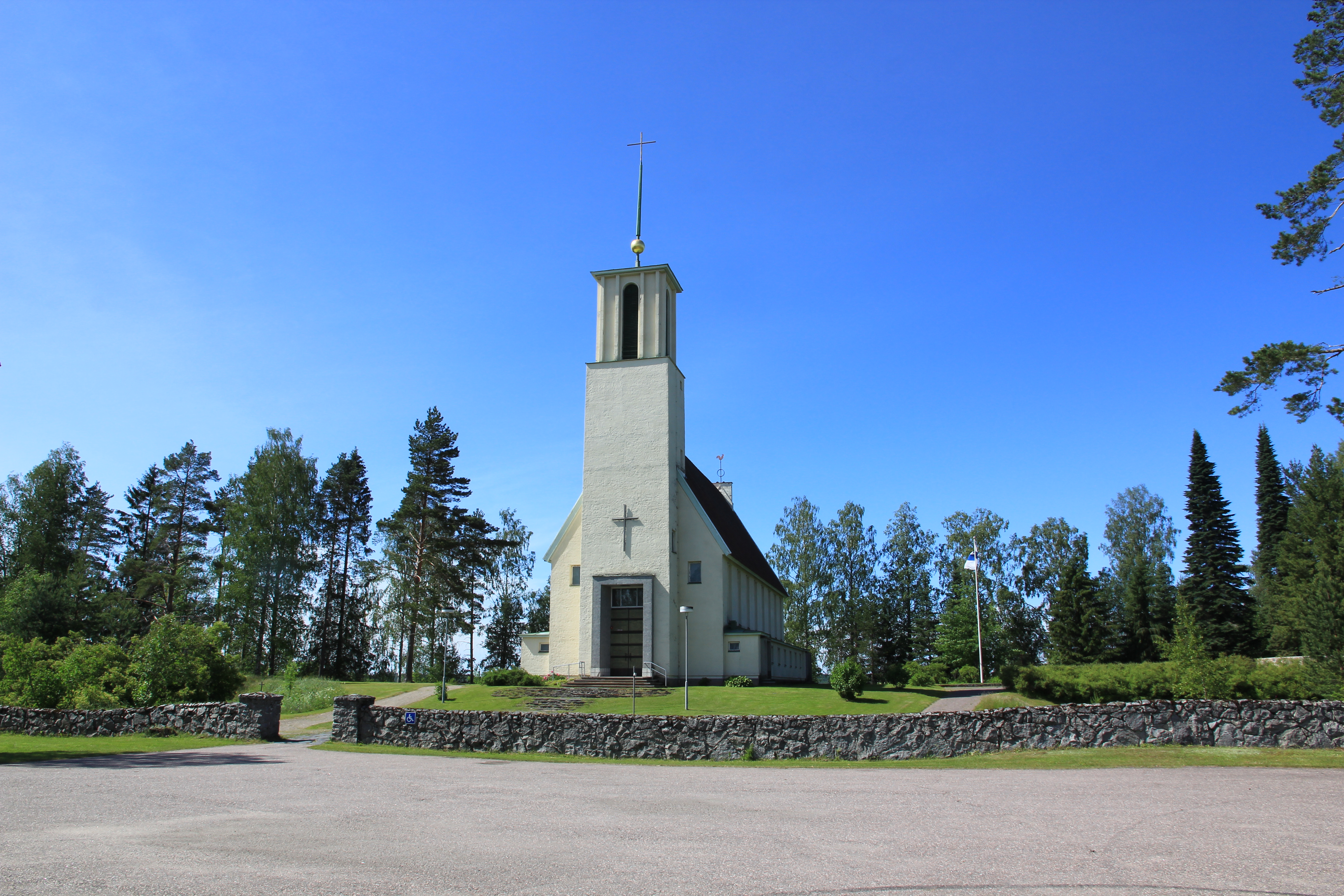
Simpele-Kirche (Foto 2012)

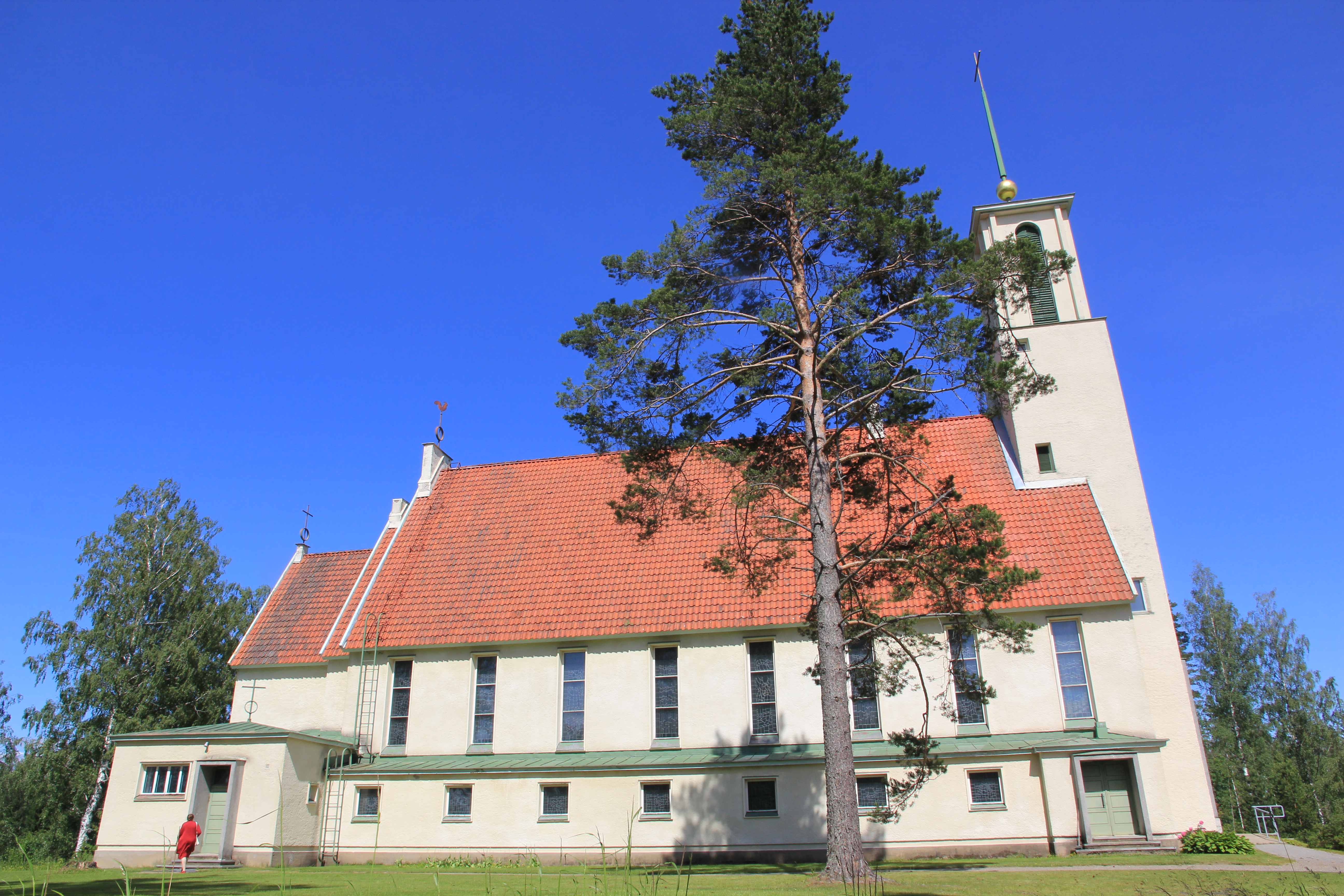
Simpele-Kirche (Foto 2012)

Elsi Borg nahm an mehreren Wettbewerben für Architektur und Industriedesign teil. Ihr erstes realisiertes Bauvorhaben war die Taulumäki-Kirche in Jyväskylä. Den Auftrag zur Planung erhielt sie nach einem Wettbewerbsgewinn. Zu den weiteren Teilnehmern dieses Wettbewerbs gehörten Alvar Aalto und Erik Bryggman. Laut der Schwester von Elsi Borg, Margit Borg-Sundman, gab es eine große Überraschung als sich herausstellte, dass sich hinter dem Entwurfsverfasser eine Frau verbarg. Es wurde geprüft, ob es sich um einen Schreibfehler handelte. Dann wurde die Frage diskutiert, ob der Bau einer monumentalen Kirche einer Frau anvertraut werden konnte. Dennoch wurde Elsi Borg mit der Gestaltung der Kirche betraut. Vielleicht beauftragte man sie, weil ihr Vater Nathanael Borg und ihr Großvater Aron Gustaf Borg einflussreiche Dompröpste waren. Schlussendlich gilt der umgesetzte Kirchenbau heute als „eines der herausragenden Bauwerke des finnischen Neoklassizismus der 20er Jahre“.
In Zusammenarbeit mit Otto Flodin und Olavi Sortta realisierte sie das Lastenlinna-Kinderkrankenhaus in Helsinki. Der Auftrag wurde ihnen nach dem Tod ihres Bruders, dem Architekten Kaarlo Borg († 1939) übertragen.
Elsi Borg interessierte sich für Architektur und Landschaftsplanung. Sie fertigte Grafiken und Buchillustrationen an und nahm an Wettbewerben für die Gestaltung von Markensignets, Bühnenbildern, Möbeln und Glas teil. Neben ihrer Tätigkeit als Architektin war sie Dozentin für Darstellende Geometrie, perspektivisches Zeichnen und Freihandzeichnen an der Zeichenschule der Kunstfreunde Viborg und später Zeichenlehrerin an der Tölö-Schule in Helsinki.
Die Sammlung von Elsi Borg im Finnischen Architekturmuseum ist nicht sehr umfangreich, aber sie zeigt das breite Spektrum ihres Schaffens: von Kirchen und Friedhöfen über Grafiken und Möbelentwürfe zu Fabriken und Banken in ganz Finnland. Stilistisch liegt ihr Werk zwischen dem Klassizismus der 1920er Jahre und dem Modernismus der 1950er Jahre. Bei ihren Bauten für das Verteidigungsministerium finden sich Merkmale des Funktionalismus der 1930er Jahre. Das Kinderschloss in Helsinki und die Taulumäki-Kirche erhielten den Denkmalstatus.

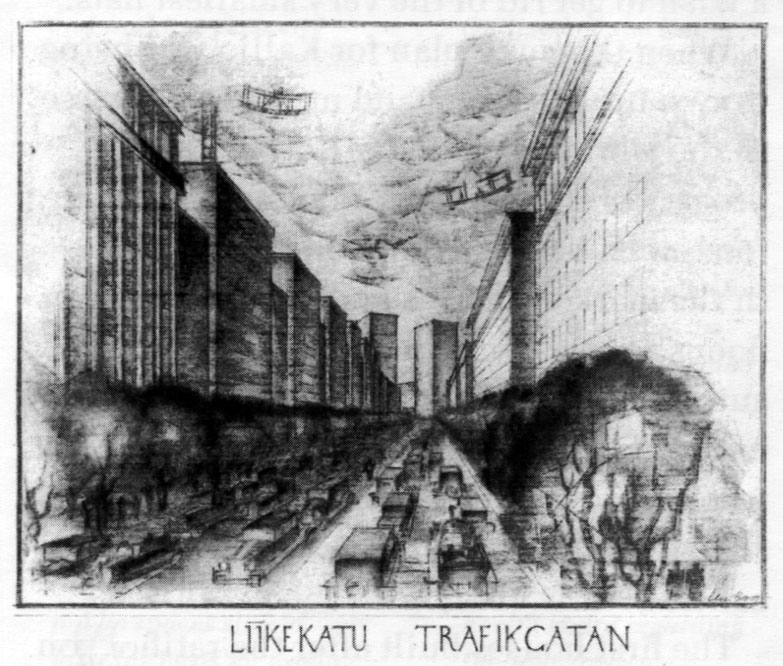
Elsi Borg – Skizze aus Arkkitehti (Magazin, 1921)

Elsi Borg war eine begabte Zeichnerin, die Oiva Kallio 1927 bei seiner Planung für das Zentrum von Helsinki unterstützte. Mit wenigen entschlossenen Strichen schuf sie lebendige, betriebsame Skizzen der Metropole. Borg zeichnete auch Karikaturen, die in der Zeitschrift Arkitekten veröffentlicht wurden.
Im Jahr 1919, nach Abschluss des Architekturstudiums gründeten Elsi Borg mit weiteren Studentinnen den Club Tumstocken als Gegengewicht zum finnischen Architektenverband und dem von Männern dominierten Polytechnischen Studentenclub. Zwanzig Jahre später wurde auf der Geburtstagsfeier zum 70. Geburtstag der Architektin Wivi Lönn im Haus von Elsi Borg die Initiative zur Gründung von Architecta ergriffen, einer bis heute aktiven Vereinigung der Architektinnen in Finnland. Die Studienfreundin Aili-Salli Ahde-Kjäldman war die erste Vorsitzende.
Elsi Borg war ab 1930 mit dem Künstler Anton Lindforss (1890–1943) verheiratet. Sie starb mit 65 Jahren.

## Werke (Auswahl)
- Taulumäki-Kirche, Jyväskylä (1928–1929)
- Simpele-Kirche, Rautjärvi (zusammen mit Elsa Arokallio, 1932–1933)
- Östermark-Kirche (1953)
- Begräbniskapellen in Petäjävesi, Jyväskylä, Kides in Nordkarelien und Vehmasmäki, Kuopio
- Kinderkrankenhaus Kinderschloss, Helsinki (zusammen mit Elsa Arokallio, 1932–1933)
- Kinderkrankenhaus, Helsinki (zusammen mit Otto Flodin, Olavi Sortta, 1938–1948)
- Militärkrankenhaus, Viipuri (zusammen mit Olavi Sortta, 1929–1932)